# Les Oiseaux du Maître
Les Oiseaux du Maître est un album de bande dessinée de la série Valérian et Laureline, écrite par Pierre Christin et dessinée par Jean-Claude Mézières. Cet épisode fut publié en 1973.

## Synopsis
L'agent spatio-temporel Valérian et la jeune Laureline s'écrasent sur une planète inconnue, où ils sont faits prisonniers. Ils découvrent que la population de cette planète est asservie et affamée par une entité mystérieuse appelée « le Maître », qui force habitants et prisonniers à travailler jusqu'à l'épuisement, sous la menace de ses terribles oiseaux, dont la morsure provoque la folie...

## Thématiques
Les thèmes abordés sont ceux d'aliénation et de lutte des classes: les prisonniers cherchent à justifier le système dans lequel ils vivent et réagissent avec violence à toute suggestion de le changer (Laureline est même lapidée pour ça).
Les propos tenus par certains de ceux devenus fous à la suite de morsures font clairement références aux notions de mode de production, d'aliénation et de lutte des classes.